# Molino del Cubo (Torredonjimeno)
El molino del Cubo es una construcción histórica situada a 2 km del núcleo urbano de Torredonjimeno, en la provincia de Jaén (España), y a 17 km de la capital provincial. Es el molino fortificado de mayor tamaño y mejor conservado de los construidos por las Órdenes Militares del sur peninsular. 

## Historia
El 30 de noviembre de 1227 el rey Fernando III de Castilla conquista la ciudad de Baeza, y un año más tarde, el 8 de diciembre de 1228, el rey castellano dona las tierras del territorio de Martos y su comarca a la Orden de Calatrava, que será quien construya el molino bien entrado el siglo XV, en el año 1437, junto al también llamado Arroyo del Cubo.
La historia del inmueble pasaría desapercibida hasta que en tiempos de la guerra civil española se reunieran bajo su amparo gentes de toda la ciudad para hacer trueques de alimentos e incluso reuniones prohibidas, por lo que los trabajadores del molino decidieron inventar la leyenda de que un duende habitaba en la construcción.
Además de la leyenda del duende, también se habla de otras leyendas populares. La más significativa es la de un niño que supuestamente murió en el arroyo accidentalmente y su espíritu merodea por las inmediaciones. La única leyenda de la que se tiene constancia de que haya habido testigos es la de un hombre que se aparece vestido de negro, con sombrero y al que no se le ven los pies ya que se encuentra suspendido en el aire (descripción hecha por mujeres que hace décadas acudían al arroyo a hacer la colada).
Sean reales o no, el Molino del Cubo es un lugar imponente de Torredonjimeno, ya que esta construcción ha sobrevivido a cinco siglos. Este municipio también posee en los alrededores algunas fortificaciones de igual o más interés, como pueden ser las torres de Venzalá y Fuencubierta.

## Descripción
La forma con la que diseñaron la construcción era cúbica, de ahí su nombre. No es, por lo tanto, una obra hidráulica semejante a los molinos de cubo de origen islámico o medieval. 
Aprovechaba la cascada de agua que caía del arroyo para hacer girar la noria que se encontraba en la parte superior del molino. Actualmente se encuentra bastante bien conservado, y quien entre en su interior (e incluso llegue a subir a la segunda planta) podrá comprobarlo. Encima del pórtico de entrada hay una piedra con forma de lápida que posee una inscripción, aunque debido a las mutilaciones del tiempo hace que sea a día de hoy imposible de interpretar.

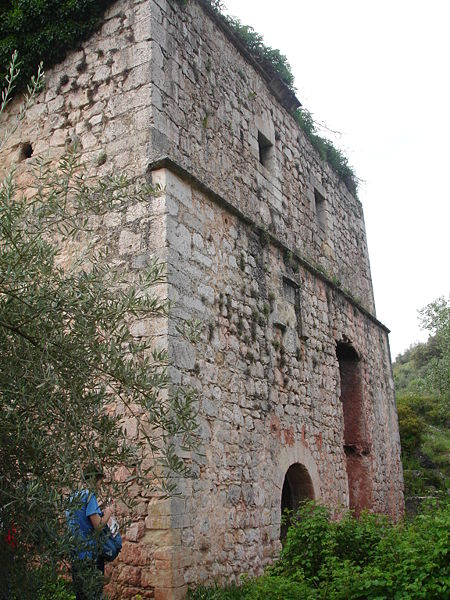
Vista de la fachada principal del molino.
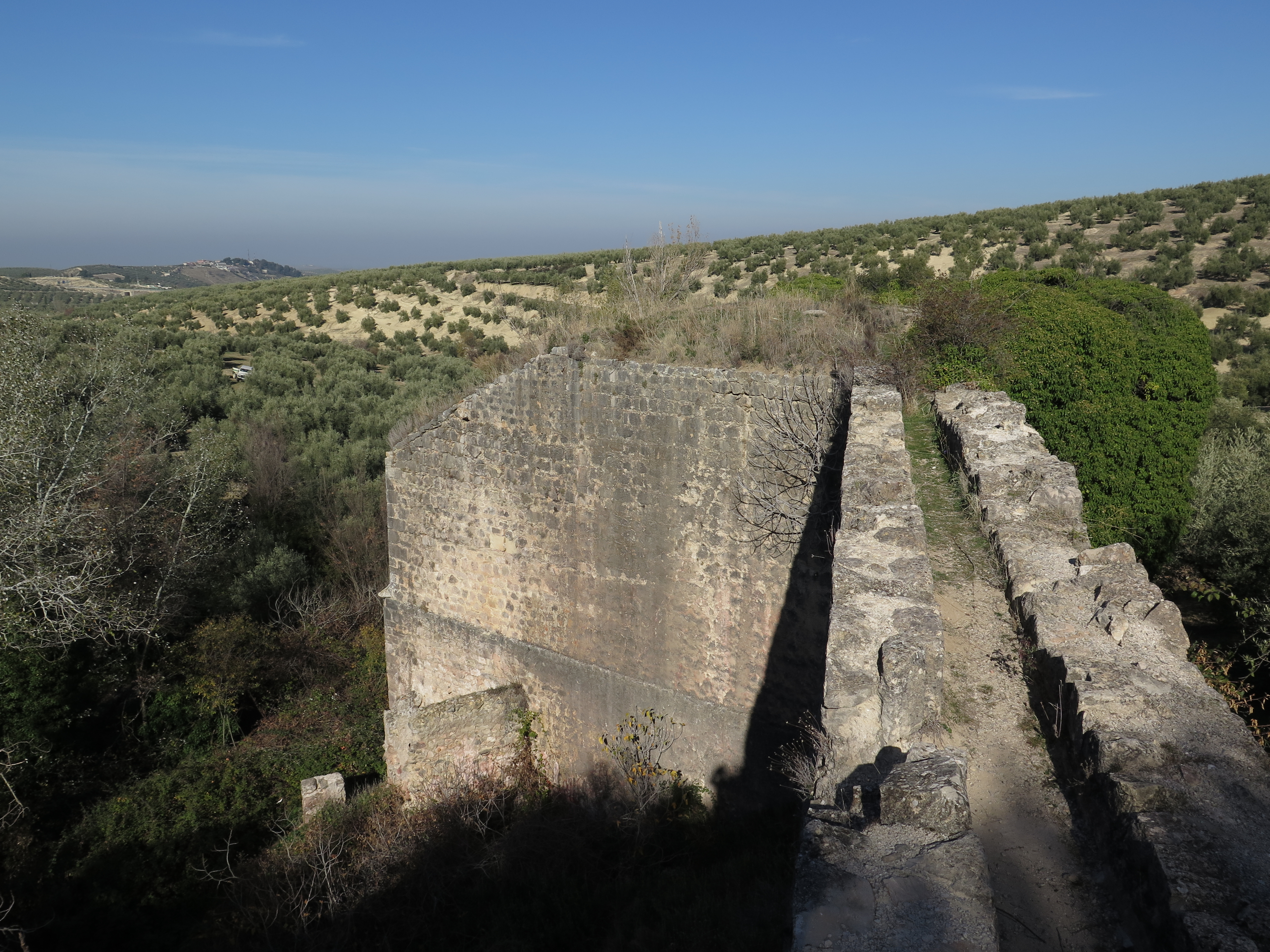
Acequia de conducción del agua.
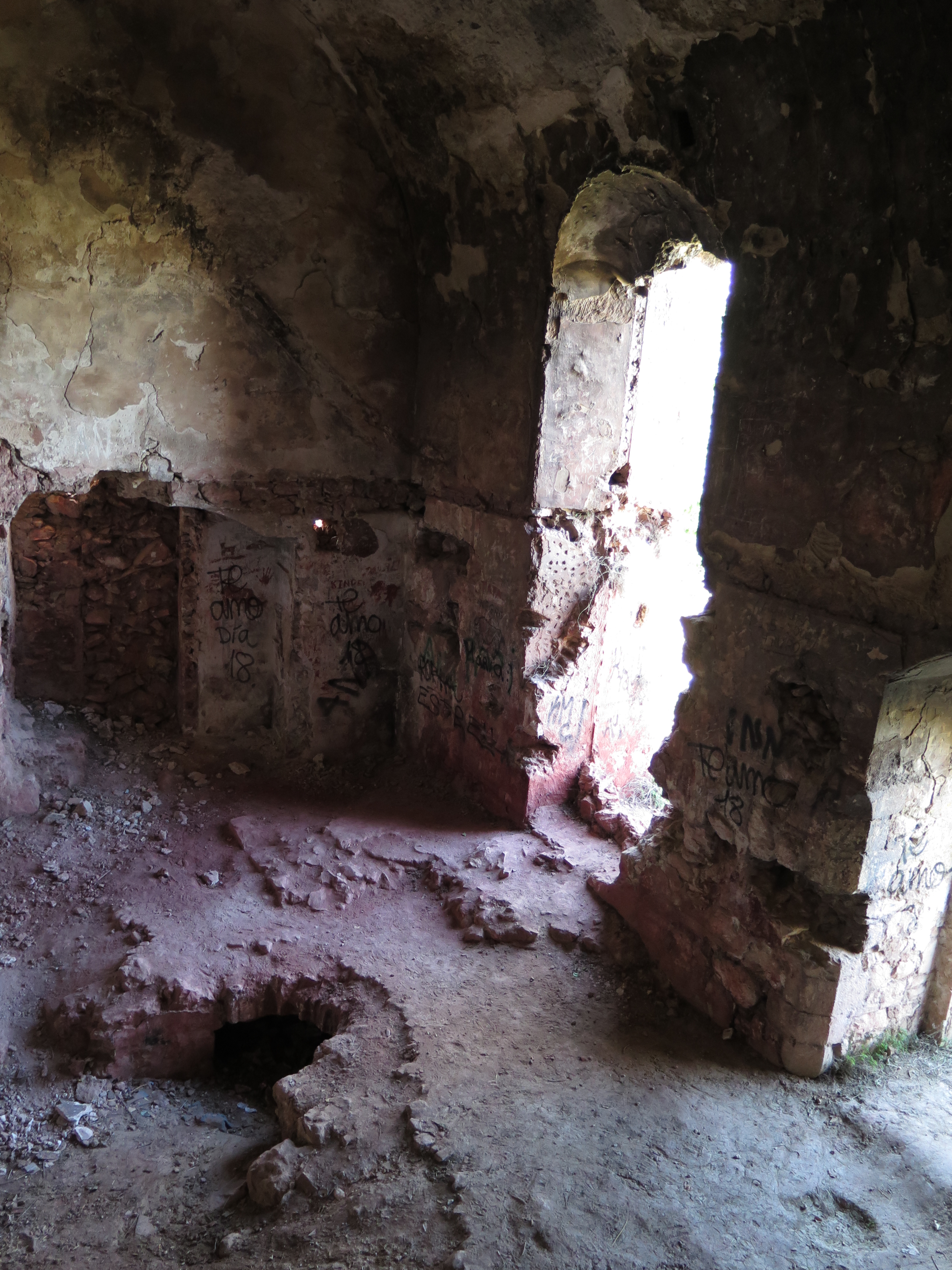
Interior del Molino del Cubo.